# Myrmeleon angustipennis
Myrmeleon angustipennis är en insektsart som beskrevs av Banks 1916. Myrmeleon angustipennis ingår i släktet Myrmeleon och familjen myrlejonsländor. Inga underarter finns listade i Catalogue of Life.